# NK-33

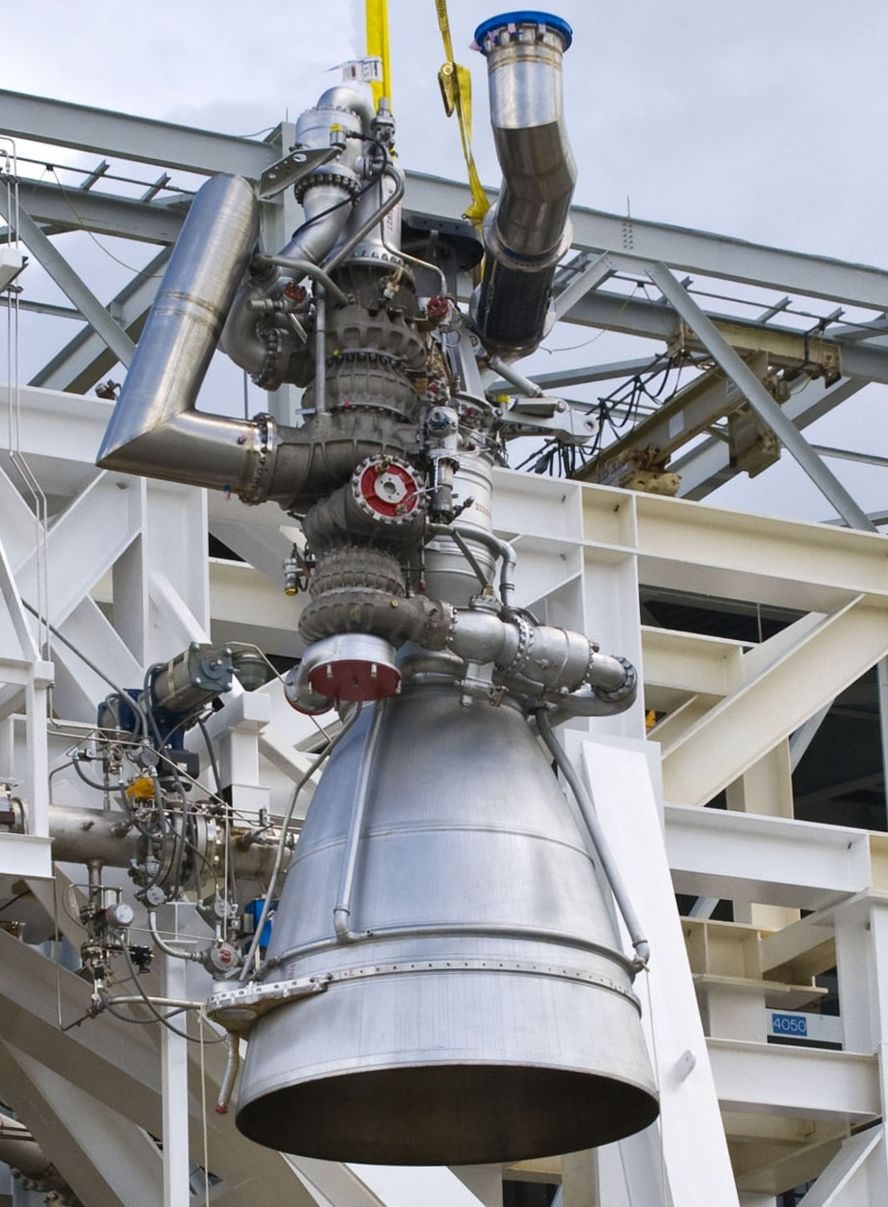
Um motor NK-33 modificado e rebatizado como AJ26-58 pela Aerojet. Esse exemplar estava num estande de teste no John C. Stennis Space Center.

O NK-33 e o NK-43 são motores de foguete de combustível líquido projetados e construídos no final da década de 1960 e início da década de 1970 pelo Kuznetsov Design Bureau. A designação NK é derivada das iniciais do líder do projeto, Nikolay Kuznetsov. Quando foi lançado, o NK-33 era o mais potente dos foguetes movidos a LOX/RP-1, com um alto impulso específico e baixo peso estrutural. A intenção era usá-los no fatídico programa lunar tripulado soviético com o foguete N-1. O motor NK-33A é usado hoje no primeiro estágio do veículo lançador Soyuz-2-1v.
O NK-33 gera um empuxo de 1.510 kN, isp de 297 s, pressão na câmara de 14,83 MPa com 3,7 m de comprimento e 2 m de diâmetro, pesa 1.240 kg.

## Versões
- NK-15 (GRAU index 11D51): Versão inicial usada no primeiro estágio do N1.
- NK-15V (GRAU index 11D52): Versão otimizada para uso no vácuo do NK-15, usada no segundo estágio do N1.
- NK-33 (GRAU index 11D111): Versão melhorada para o primeiro estágio do N1F, não chegou a voar.
- NK-43 (GRAU index 11D112): Versão otimizada para uso no vácuo do NK-33, para o segundo estágio do N1F, não chegou a voar.
- AJ26-58 e AJ26-59: Versão modificada pela Aerojet Rocketdyne do NK-33. Planejada para uso no Kistler K-1.
- AJ26-62: Versão modificada pela Aerojet Rocketdyne do NK-33, permitindo que ele se movesse nos eixos. Usado no primeiro estágio do foguete Antares 100-series.
- NK-33A (GRAU index 14D15): Versão remanufaturada do NK-33. Usado no primeiro estágio do Soyuz-2-1v.
- NK-33-1: Versão melhorada do NK-33 com mecanismo de movimento. Planejado para uso no estágio central da Soyuz-2.3.